# Trigonidium (djur)
Trigonidium är ett släkte av insekter. Trigonidium ingår i familjen syrsor.

## Dottertaxa tillTrigonidium, i alfabetisk ordning[1]
- Trigonidium acuste
- Trigonidium ahiu
- Trigonidium aka
- Trigonidium akaka
- Trigonidium albovittata
- Trigonidium alina
- Trigonidium alternatum
- Trigonidium amarina
- Trigonidium ammonga
- Trigonidium anoe
- Trigonidium atroferrugineum
- Trigonidium attenuatum
- Trigonidium australiana
- Trigonidium awawa
- Trigonidium awiwi
- Trigonidium basilewskyi
- Trigonidium bifasciatum
- Trigonidium brevipenne
- Trigonidium bundilla
- Trigonidium canara
- Trigonidium canberrae
- Trigonidium cicindeloides
- Trigonidium crepitans
- Trigonidium crustum
- Trigonidium debile
- Trigonidium erythrocephalum
- Trigonidium eumeles
- Trigonidium excultatum
- Trigonidium exiguum
- Trigonidium exuberans
- Trigonidium filicum
- Trigonidium flectens
- Trigonidium fortuitum
- Trigonidium freycinetiae
- Trigonidium fritinnium
- Trigonidium fuscifrons
- Trigonidium gidya
- Trigonidium goobita
- Trigonidium grande
- Trigonidium guineense
- Trigonidium haawina
- Trigonidium halulu
- Trigonidium hamakua
- Trigonidium hamumu
- Trigonidium hapapa
- Trigonidium haupu
- Trigonidium hehelo
- Trigonidium hoahoa
- Trigonidium hoku
- Trigonidium holomua
- Trigonidium hopo
- Trigonidium huapala
- Trigonidium humbertianum
- Trigonidium hyperkona
- Trigonidium iao
- Trigonidium ignavum
- Trigonidium illex
- Trigonidium imitans
- Trigonidium improbum
- Trigonidium incongruum
- Trigonidium infuscata
- Trigonidium inopinum
- Trigonidium iuka
- Trigonidium kaeka
- Trigonidium kahua
- Trigonidium kalopa
- Trigonidium kapipi
- Trigonidium kau
- Trigonidium kewai
- Trigonidium killawarra
- Trigonidium kohala
- Trigonidium kolea
- Trigonidium kolekole
- Trigonidium kona
- Trigonidium kua
- Trigonidium kukui
- Trigonidium kulana
- Trigonidium kundui
- Trigonidium kupinai
- Trigonidium kupono
- Trigonidium lalwinya
- Trigonidium languidum
- Trigonidium laupele
- Trigonidium lena
- Trigonidium ligna
- Trigonidium lineatifrons
- Trigonidium liula
- Trigonidium mahina
- Trigonidium makani
- Trigonidium makanina
- Trigonidium makapala
- Trigonidium makau
- Trigonidium malanai
- Trigonidium malela
- Trigonidium mana
- Trigonidium manuka
- Trigonidium marroo
- Trigonidium mauiensis
- Trigonidium mauka
- Trigonidium meekappa
- Trigonidium mokuleia
- Trigonidium molokaiense
- Trigonidium nani
- Trigonidium napua
- Trigonidium nele
- Trigonidium neogrande
- Trigonidium neokukui
- Trigonidium neovarians
- Trigonidium nigritum
- Trigonidium novagintum
- Trigonidium novarae
- Trigonidium novena
- Trigonidium obscuripennis
- Trigonidium octavum
- Trigonidium octonalis
- Trigonidium ohaka
- Trigonidium ola
- Trigonidium olomea
- Trigonidium ookala
- Trigonidium opua
- Trigonidium pahiwa
- Trigonidium palai
- Trigonidium pallidipennis
- Trigonidium pallipes
- Trigonidium paramana
- Trigonidium paranoe
- Trigonidium paranoho
- Trigonidium paraspilos
- Trigonidium parinervis
- Trigonidium paroctonalis
- Trigonidium pavida
- Trigonidium pipili
- Trigonidium pololu
- Trigonidium proalina
- Trigonidium procrustum
- Trigonidium promana
- Trigonidium pseudokua
- Trigonidium pseudoli
- Trigonidium pseudonoe
- Trigonidium pubescens
- Trigonidium pudicum
- Trigonidium puiwa
- Trigonidium puukani
- Trigonidium rectinervis
- Trigonidium robustum
- Trigonidium roseum
- Trigonidium rubellonigrum
- Trigonidium saltator
- Trigonidium septimum
- Trigonidium sextum
- Trigonidium sibilans
- Trigonidium silvicola
- Trigonidium sjostedti
- Trigonidium spilos
- Trigonidium subroseum
- Trigonidium sylvaticum
- Trigonidium triens
- Trigonidium ua
- Trigonidium ulaino
- Trigonidium wahoi
- Trigonidium wai
- Trigonidium waialina
- Trigonidium waikua
- Trigonidium waimea
- Trigonidium waipuna
- Trigonidium varians
- Trigonidium venatum
- Trigonidium wiki
- Trigonidium virens
- Trigonidium viridiscens
- Trigonidium vittata